# بریدیز (کالیفرنیا)
بریدیز (به انگلیسی: Bradys) یک منطقهٔ مسکونی در ایالات متحده آمریکا است که در شهرستان کرن، کالیفرنیا واقع شده‌است. بریدیز ۷۶۳ متر بالاتر از سطح دریا واقع شده‌است.